# Hamlet Mchitarjan (1962)
Hamlet Mchitarjan  (Armeens: Համլետ Հաբեթնակի Մխիթարյան, Russisch: Гамлет Апетнакович Мхитарян) (Jerevan, 14 september 1962 - aldaar, 2 mei 1996) was een Armeens voetballer. Voor het uiteenvallen van de Sovjet-Unie was hij bekend onder zijn Russische naam Gamlet Mchitarjan. Hij overleed aan een hersentumor in 1996. Zijn zoon Henrich Mchitarjan is ook profvoetballer en speelde al bij Borussia Dortmund en Manchester United.

## Biografie
Mchitarjan begon zijn carrière bij Ararat Jerevan dat in de jaren zeventig een gouden generatie had en wat nu aan een nieuw tijdperk begon. In 1984 scoorde hij achttien keer en moest enkel Sergej Andrejev voor laten gaan in de topschutterstand. In 1988 ging hij voor de tweedeklasser Kotaik Abovian spelen. In 1989 ging hij voor het Franse USJOA Valence spelen, een club die ooit opgericht werd door Armeense vluchtelingen. Hij was een van de eerste Armeense spelers die in het westen ging voetballen. In 1992 fuseerde de club met FC Valence en werd zo ASOA Valence. Hij beëindigde zijn carrière bij ASA Issy, ook dit was een club van Armeense origine.
Op 7 september 1994 debuteerde hij voor het nationale elftal in een kwalificatiewedstrijd voor het EK 1996 in en tegen België. Een maand later speelde hij zijn tweede en laatste wedstrijd tegen Cyprus, die op een gelijkspel eindigde.
Zijn carrière werd vroegtijdig beëindigd omdat hij een hersentumor had. Wetende dat hij zou sterven keerde hij terug naar het inmiddels onafhankelijke Armenië om er thuis te sterven. Hij onderging drie operaties, maar dit mocht niet baten en hij overleed op amper 33-jarige leeftijd.